# Asz-Szakirijja
Asz-Szakirijja (arab. الشاكرية) – wieś w Syrii, w muhafazie Aleppo, w dystrykcie Ajn al-Arab. W 2004 roku liczyła 670 mieszkańców.